# Islas Coronado
Islas Coronado är öar i Mexiko.   De ligger i delstaten Baja California, i den nordvästra delen av landet, 2 300 km nordväst om huvudstaden Mexico City.
Ögruppen består av fyra öar och ligger nära gränsen till USA samt cirka 13 km väster om det Nordamerikanska fastlandet. Växtligheten består huvudsakligen av buskar och suckulenter. Flera klippor är täckta av fåglarnas avföring (guano). På den sydligaste ön lever några getter som äter buskar och örter.
Islas Coronado har tre endemiska växarter:
- Galium coronadoense
- Malacothrix insularis
- Dudleya candida